# Antonio Rodríguez Salvador
Antonio Rodríguez Salvador (Taguasco, 22 de dezembro de 1960) é um poeta, romancista, dramaturgo e ensaísta cubano. Tem formação universitária como economista, e foi professor-assistente de Redação e Estilo no Universidade José Martí e Dramaturgia no Universidade Pedagógica Silverio Blanco.
É considerado uma das vozes proeminentes da actual narrativa cubana  

## Biografia
Seu pai, Joaquim Antonio Rodrigues de Castro, também foi escritor e sua obra, que mereceu a aclamação da crítica, foi reproduzida no livro de poemas, "Flor de campanillas", publicado em 1950, e vários antologias, entre esses 200 anos do soneto em Cuba.
Ele freqüentou o ensino médio em uma escola militar, e em 1983 ele se formou em Economia pela Universidade Central de Las Villas. Ele destacou no esporte: campeão nacional de xadrez colegial 1979.
De 1987 até 1995 foi economista-chefe do maior fábrica de papel de Cuba e 1990 conduziu missões de negócios na União Soviética.
Em 1995 até 1997 serviu funções importantes no primeiro nível de gestão do papel da União em Cuba até que no ano passado seu romance Roland ganhou dois concursos realizados em Espanha e então decidiu deixar a economia e dedicar-se inteiramente à literatura
Ele é um membro da União de Escritores e Artistas de Cuba desde 1993.
De 1999 até 2002 foi diretor do Editorial Luminaria
Em 2000 foi concedido o estatuto de personalidades culturais e, em 2005 foi reconhecido como distinto membro da Associação Hermanos Saiz, uma organização de escritores e artistas jovens Cuba. Em 1997 recebeu o escudo da cidade de Rojales, Alicante, Espanha.
Atualmente reside em Jatibonico, Sancti Spiritus.

## Obra
Publicou os seguintes livros:
- Oficio de caminante (poesia) Editorial Capitán San Luis, La Habana, 1991.
- Quiero que me dasanudes (poesia) Editorial Luminaria, Sancti Spíritus, 1992
- En un sombrero de mago (poesia) Editorial Luminaria, Sancti Spíritus, 1993.
- Hágase un solitario (história) Prémio "Fundación de la Ciudad de Santa Clara". Editorial Capiro, Santa Clara, 1996
- Rolandos (romance) (Prémio Internacional de Romance  "Salvador García Aguilar", Rojales, Alicante, Espanha. Olalla Ediciones, Madrid, 1997; Editorial Letras Cubanas, Havana, 1998; Editorial Caminho, Lisboa, 2000.
- Sueño a cuatro manos (romance) Editorial Globo, Tenerife, 2002.
- Espejo del solitario (poesia) Editorial Luminaria, Sancti Spíritus, 2002.
- Pato de bodas (teatro para crianças) Editorial Luminaria, Sancti Spíritus, 2005.

Suas obras estão presentes em inúmeras antologias publicadas em vários países. Os principais são:
- Líneas aéreas Narradores latinoamericanos. Editorial Lengua de Trapo, Madrid, 1999.
- De Cuba te cuento Narradores cubanos. Editorial Plaza Mayor, Puerto Rico, 2002.
- Que caí bajo la noche (poesía) 200 años de décima erótica en Cuba. Editorial Ávila, Ciego de Ávila, 2004.

## Livros editados em português
- Rolandos (romance, Portugal, Editorial Caminho))